# Spathidexia antillensis
Spathidexia antillensis là một loài ruồi trong họ Tachinidae.